# 3-Demon
3-Demon est un jeu vidéo de labyrinthe développé par PC Research en 1983. Il s'agit d'un jeu vidéo en vue à la première personne basé sur Pac-Man.